# 平重盛
平重盛（日语：／ Taira no Shigemori，1138年—1179年9月2日），日本平安時代末期的武士、公卿。平清盛的嫡長子，母親是高階基章之女，同母弟為平基盛。最終的官位到從二位內大臣。因為住在六波羅館的小松第，所以又被稱為小松公、小松內大臣。此外由於他在自己的宅邸建有48個燈籠，又被稱為「燈籠大臣」。在《平家物語》中被描寫成溫厚柔和、冷靜沈著的理想化人物，是文武雙全的人才，被清盛及一門賦予厚望。
保元、平治之亂時跟隨父親立功，此後一直升遷到左近衛大將、正二位內大臣之職。他雖然是平清盛嫡長子，但母親的地位沒有清盛的繼室二位尼（平時子）高，因此與異母弟平宗盛不同的是，重盛並無外戚的勢力庇護他。重盛的正室是後白河法皇寵臣藤原成親的妹妹經子，因此較為親近後白河法皇。平重盛在父親平清盛與後白河法皇發生衝突的時候往往扮演著調停人的角色。1177年鹿谷陰謀事件發生，平重盛曾上諫父親清盛勿軟禁後白河法皇；然而，鹿谷陰謀事件的主謀正是重盛的大舅子藤原成親，因此在這次事件後，重盛在平家一門中受到了孤立。
1179年5月25日因病出家，同年7月29日病歿，先於清盛而死，享年42歲，死因是「不食之病」，可能是胃癌或胃潰瘍之類的疾病。死後兩年清盛病歿，四年後平家在壇之浦之戰中戰敗滅亡。

## 生涯

### 保元之亂、平治之亂
保延4年（1138年），重盛作為清盛的長子出生了，他的母親是右近將監高階基章的女兒。久安6年（1150年）12月補鳥羽法皇的藏人的一職。翌年正月敘從五位下官位。
保元元年（1156年）隨父清盛參戰。《兵範記》中以「中務少輔重盛」之名出現。平清盛的軍隊在同源為朝的戰鬥中傷亡慘重，清盛見形勢不利，欲撤退。但重盛制止了父親的行為，自己奮勇向前作戰。最終保元之亂以清盛所支持的後白河天皇一方勝利，次年正月，重盛因此功績，昇敘從五位上官位，時年19歲。同年10月22日再建大內裏，清盛負責建造仁壽殿。清盛將建造宮殿所得的獎賞賜給重盛，敘正五位下。保元3年（1158年）8月，平清盛的知行國由安藝國改為遠江國，自任大宰大貳之職，以重盛代為遠江守。
平治元年（1159年）12月9日平治之亂爆發時，清盛正前往熊野參拜神宮。《平治物語》記載重盛在此期間對信念動搖的父親進行鼓勵，勸清盛起兵勤王；但《愚管抄》則記載平清盛與基盛、宗盛等15人相伴而行，重盛並未前往。返回京都的平清盛從內裏救出了二條天皇，接受了討伐藤原信賴和源義朝的宣旨。重盛與叔父賴盛一起出陣。此戰中，重盛以「年號平治，地曰平安，我為平氏。以三者卜之，賊平無疑」來激勵士卒，與源義平在御所的右近之橘和左近之櫻之間展開激戰，最終平清盛一方成功平定了叛亂。戰後重盛受封伊予守之職，此後敘從四位下兼左馬頭的官位。

### 順利昇進（二條親政期）
應保元年（1161年）9月，二條天皇發現了後白河上皇試圖將與平滋子之間所生的皇子憲仁親王（即後來的高倉天皇）擁上皇位。此事件導致平時忠、平教盛、藤原成親等親上皇一派的官員被解除官職。重盛與父親清盛一起不支持二條天皇，向上皇靠攏，但同時卻又取得了二條天皇的信任。重盛以驚人的速度昇進，應保2年（1161年）正月敘正四位下，10月敘右衛門督，翌年正月26歲的平重盛被敘為從三位，成為公卿。清盛為後白河上皇建造蓮華王院。長寬2年（1164年）2月，由於父親建造的功績，重盛被敘為正三位。9月，清盛為平家一門的繁榮祈禱，向嚴島神社寄獻了裝飾經33卷（平家納經），重盛等平家一門家人皆參與了經書的製作。
長寬3年（1165年）4月，二條天皇病倒。重態之下，二條天皇於5月昇重盛為參議，6月讓位給皇子順仁，開設院廳，任命重盛為執事別當，7月駕崩。六條天皇建立了平家和攝關家聯合執政的體制，重盛於永萬2年（1166年）4月昇左兵衛督，7月昇權大納言、右衛門督。然而天皇幼少，政局不安定。7月近衛基實死去，六條天皇的政權瓦解。

### 清盛的繼承人（後白河院政期）
平家脫離了二條親政派後支持後白河上皇，仁安元年（1166年）10月成功將憲仁親王立為太子。平重盛的夫人藤原經子以及藤原邦綱的女兒藤原綱子被選為憲仁親王的乳母，重盛則成為了乳父。12月繼清盛出任春宮大夫一職。仁安2年（1167年）2月成為權大納言，准許帶劍。清盛於5月17日辭去太政大臣職務。不過此前的5月10日，重盛接受了討伐東山、東海、山陽、南海道的山賊和海賊的宣旨。（《兵範記》）因此重盛被正式委以國家的軍事、警察權，成為平清盛事實上的後繼者。重盛還獲得了丹後、越前兩國為知行國，在平家一門中經濟上處於優勢地位。
不過作為後繼者的平重盛似乎健康上存在著問題，12月以來，經常因為「日來所勞」、「昨今不快」的理由缺席東宮的御書始和大乘會的上卿會。仁安3年（1168年）2月，清盛因病出家。後白河上皇害怕政局不穩，讓憲仁親王即位，是為高倉天皇。重盛的身體狀況依然不佳，12月辭去權大納言一職。出家後的平清盛退隱到了福原，六波羅則由重盛統率平家一門。嘉應元年（1169年）11月的八十島祭中，夫人藤原經子擔任敕使一職。

### 嘉應強訴
嘉應元年（1169年）12月23日，延曆寺僧眾強行要求重盛的義兄、尾張國知行國主藤原成親處以流罪（嘉應強訴）。僧眾大有包圍內裏的氣勢，檢非違使別當平時忠建議儘早派遣官兵。此時重盛率領官兵300騎，同平宗盛、平賴盛一起伺機而動。公卿議定中大部分認為應該慎重行事，重盛三次拒絕執行後白河法皇下達的出擊命令，得罪了法皇，後白河法皇批准將藤原成親處以流罪。
然而後來成親被召回，取代平時忠成為檢非違使別當，時忠反被處以流罪。出於對後白河法皇與延曆寺發生對立的憂慮，平清盛於正月14日返回京都。雖然這次事件以重盛為平家一門的代表，但事實上重要案件以平清盛的判斷為優先，重盛自己的行動受到了制約。結果藤原成親被解除官職，延曆寺的騷亂逐漸趨於平靜。同年4月，重盛再次擔任權大納言，藤原成親則恢復了檢非違使別當的職務。

### 殿下乘合事件
嘉應2年（1170年）7月3日，也就是法勝寺八講的第一天，攝政松殿基房前往參加，途中與平重盛的兒子資盛爭道，基房的從者羞辱了平資盛。得知手下人羞辱了平資盛後，松殿基房大為震驚，將滋事的下人送交重盛手裡並謝罪，但被重盛拒絕了。基房害怕遭到報復，此後深居簡出。10月21日，松殿基房前往參加高倉天皇的元服禮，途中，平重盛手下武者襲擊了基房的從者。
此事件的發生使天皇的元服禮被迫推遲。重盛作為天皇的乳父，對此行為卻是默許的。對重盛評價很高的慈圓，在《愚管抄》中認為這是一件不可思議的事。受到此事件的影響，重盛於12月再次辭去權大納言的職務。翌年正月3日，重盛缺席了天皇的元服儀式。在這次儀式上，建春門院的兄弟平親宗晋升中納言，異母弟宗盛亦得到了昇進。平宗盛勢力的抬頭，使重盛的繼承人地位受到了威脅。

### 就任右大將、內大臣
承安元年（1171年）12月，借平清盛的女兒德子嫁給高倉天皇的契機，重盛又擔任權大納言一職。復職後的平重盛，為朝廷的公務勤勤勉勉。承安3年（1173年）4月，法住寺殿的萱御所發生火災，重盛在第一時間趕到現場滅火，受到了後白河法皇的稱讚。（《建春門院中納言日記》）同年冬發生南都僧眾強訴事件，重盛和平家武士平貞能奉法皇之命前往防備。承安4年（1174年）7月，重盛補了右近衛大將之缺。此次任命使平清盛大為高興。
安元2年（1176年）正月，重盛作為平家一門的筆頭參加了後白河法皇的50歲賀禮，這是平家與法皇關係的蜜月。5月重盛接受討伐海賊的宣旨。然而7月建春門院死去，平家和法皇明顯出現對立。翌年正月重盛昇任左近衛大將，宗盛任右近衛大將，平家獨佔了兩大將的職位。3月，內大臣藤原師長昇任太政大臣，重盛則補其內大臣的缺。後白河法皇臨行福原的時候，表面上相安無事。

### 安元強訴和鹿谷陰謀
然而4月發生延曆寺要求將加賀守藤原師高處以流罪的強訴事件。其起因是延曆寺的末寺白山涌泉寺發生衝突，比叡山僧眾抬著神輿發起強訴，朝廷和延曆寺的衝突全面升級。此時重盛率領官兵守衛閑院內裏，同僧眾對峙；平家的武士放箭射中了神輿，重盛認為將有不祥的事情發生。高倉天皇前往法住寺殿避難，最終法皇決定接受延曆寺的要求，將師高配流並將箭射神輿的武士投獄。
此後發生被稱作「太郎燒亡」的大火，太極殿、關白以下13人的公卿邸宅遭到焚毀，其中包括了重盛的邸宅。5月，後白河法皇決定報復延曆寺，將天台座主明雲解除職務，沒收了領地並流放伊豆。然而明雲卻被僧眾奪回，後白河命令重盛和宗盛進攻延曆寺。重盛則回復「沒有得到清盛的指示就不動」，福原的平清盛也對此事持消極態度。這使後白河法皇強硬的態度軟化，不得不放棄出兵。
6月1日，多田行綱向平家報告了有人試圖推翻平氏政權的陰謀（鹿谷陰謀事件）。此事件重盛的義兄藤原成親也參與了，對於被捕的成親，重盛對他承諾將保證其性命安全。（《愚管抄》）平清盛最終將成親流放備前，並將其相關人物一網打盡。重盛辭去了左大將一職以示抗議，秘密給被流放的成親送衣服等物，但7月成親仍被殺害了。
平重盛讓自己的兒子維盛娶藤原成親的女兒為妻，與成親保持著親密的關係。重盛將成親視為同後白河法皇交涉和談判的窗口和媒介，試圖借此鞏固自己的地位。然而成親成為打倒平家的主謀之後，重盛的政治地位大為下降。

### 病死
這個事件對重盛的打擊很大，重盛沒有精神，在政治舞臺上很少露面。治承2年（1178年）2月，重盛提出辭去內大臣的職務；不過由於中宮德子的懷孕，作為中宮兄長的重盛辭職不被允許。6月，重盛出席了著帶儀式。平德子在11月生下了皇子言仁親王（即後來的安德天皇），翌月言仁親王被立為太子。
治承3年（1179年）2月，平重盛出席了東宮的百日祝之後，因為生病，留在家中閉門不出。據說3月曾參拜熊野，為自己的後世祈禱。不久病情惡化，5月25日出家，法名凈蓮。6月21日，後白河法皇來到六波羅的小松殿慰問重盛。同時，清盛的女兒盛子（近衛基實的正室）逝世，後白河法皇沒收了盛子從攝關家繼承來的領地。7月29日，42歲的平重盛逝世。其死因有胃潰瘍、背部出現腫瘤、以及腳氣病等說法。10月，後白河法皇沒收了重盛自仁安元年（1166年）以來的所領有的知行國越前。翌月平清盛與後白河法皇的關係便完全破裂，清盛發動治承三年政變，廢止了法皇的院政。

## 官历
- 久安6年（1150年）12月30日（13歳）：鸟羽天皇藏人
- 仁平元年（1151年）正月1日（14歳）：从五位下（善子内亲王御给）
- 久寿2年（1155年）7月22日（18歳）：中務少輔
- 保元2年（1157年）（20歳） 
  - 正月24日：从五位上（保元之乱后父清盛所让之赏）
  - 9月19日：中務権大輔
  - 10月22日：正五位下（父清盛以造仁寿殿之功所让之赏）
  - 10月27日:左衛門佐
- 保元3年（1158年）8月10日（21歳）：遠江守
- 平 治元年（1159年）12月27日（22歳）:伊予守（平定平治之乱之功所赏）
- 平 治2年（1160年）（23歳） 正月6日：従四位下（白河上皇赏）
- 改元·永历元年
  - 正月27日：左馬頭
  - 10月11日：従四位上（朝觐行幸，院司）
  - 11月30日：内蔵頭。停止任左衛門佐、伊予守两官
- 应保2年（1162年） （25歳）
  - 正月5日：正四位下（父清盛行幸平野大原野行幸行事赏）
  - 正月27日：辞内蔵頭
  - 10月28日：右兵衛督
- 应保3年（1163年）（26歳）
  - 正月5日：従三位）
  - 长宽2年（1164年）2月17日：正三位
- 长宽3年（1165年）（28歳）5月9日：参議補任
- 永万2年（1166年）（29歳） 
  - 正月12日：兼任近江権守
  - 4月6日：左兵衛督
  - 7月15日：権中納言。兼任右衛門督
- 改元后的仁安元年12月2日:春宮（宪仁亲王）大夫
- 仁安2年（1167年）（30歳） 
  - 正月28日：従二位
  - 2月11日：権大納言。兼任春宮（宪仁亲王）大夫
- 仁安3年（1168年）（31歳） 
  - 2月19日：辞任春宮大夫（因春宫高仓天皇践祚）
  - 12月13日：辞任権大納言（因病）
- 仁安4年（1169年）（32歳）正月5日：正二位
- 嘉应2年（1170年）（33歳） 
  - 4月21日：还任権大納言
  - 12月30日：辞任権大納言
- 承安元年（1171年（34歳））12月8日：还任権大納言
- 承安4年（1174年）（37歳）7月8日：右近衛大将
- 安元元年（1175年）（38歳）11月28日:为大納言。兼任右近衛大将
- 安元3年（1177年）（40歳） 
  - 正月24日：左近衛大将
  - 3月5日：为内大臣。兼任左近衛大将
  - 6月5日：辞左近衛大将
- 治承2年（1178年）（41歳） 
  - 2月8日：上表请辞内大臣
  - 6月：辞表驳回。留任内大臣之职（因中宫德子怀孕之故）
- 治承3年（1179年）（42歳）3月11日：辞内大臣[1]

## 亲属
- 父：平清盛
- 母：高阶基章之女[2]
- 同母弟：平基盛
- 妻：藤原经子[3] - 藤原家成四女，高仓天皇乳母，从三位典侍，左大臣藤原经宗犹子
  - 三子：平清经（1163 - 1183）
  - 四子：平有盛（1164 - 1185）
  - 五子：平师盛（1169？/1171？[4] - 1184）
  - 六子：平忠房（？ - 1186）
- 妻：坊门殿[5] - 平时信之女
- 妾：藤原亲盛之女[3] - 二条院内侍，称少辅内侍
  - 次子：平资盛（1158/1161[6] - 1185）
- 妾？：官女[3]（出身不詳）
  - 长子：平维盛（1158 - 1184）
- 母不详
  - 七子：平宗实[3]（1168 - ？） - 为左大臣藤原经宗犹子[7]
  - 子：清云[3] - 为僧
  - 子：重真[8] - 于醍醐寺为僧
  - 子：行实[8] - 于醍醐寺为僧
  - 子：重遍[8] - 于仁和寺为僧
  - 女儿二人[8]
- 养女：
  - 原田种直之妻 - 实为重盛二叔平家盛之女
  - 平德子 - 实为重盛异母妹

## 登場作品
電視劇
- 地獄門（1953年、大映、演：黑川彌太郎（日语：黒川弥太郎））
- 清盛與常盤（1960年、NTV、演：市川染五郎）
- 新・平家物語（日语：新・平家物語 (NHK大河ドラマ)）（1972年、NHK大河劇、演：原田大二郎）
- 雪之華 ～建禮門院德子的生涯～（1982年、TBS、演：山口崇）
- 源義經（日语：源義経 (1991年のテレビドラマ)）（1991年、NTV、演：西園寺章雄）
- 平清盛（日语：平清盛 (1992年のテレビドラマ)）（1992年、TBS、演：渡部篤郎）
- 義經（2005年、NHK大河劇、演：勝村政信）
- 平清盛（2012年、NHK大河劇、演：窪田正孝）

電視動畫
- 平家物語（2022年、富士電視台、聲：櫻井孝宏）